# Bad Abbach

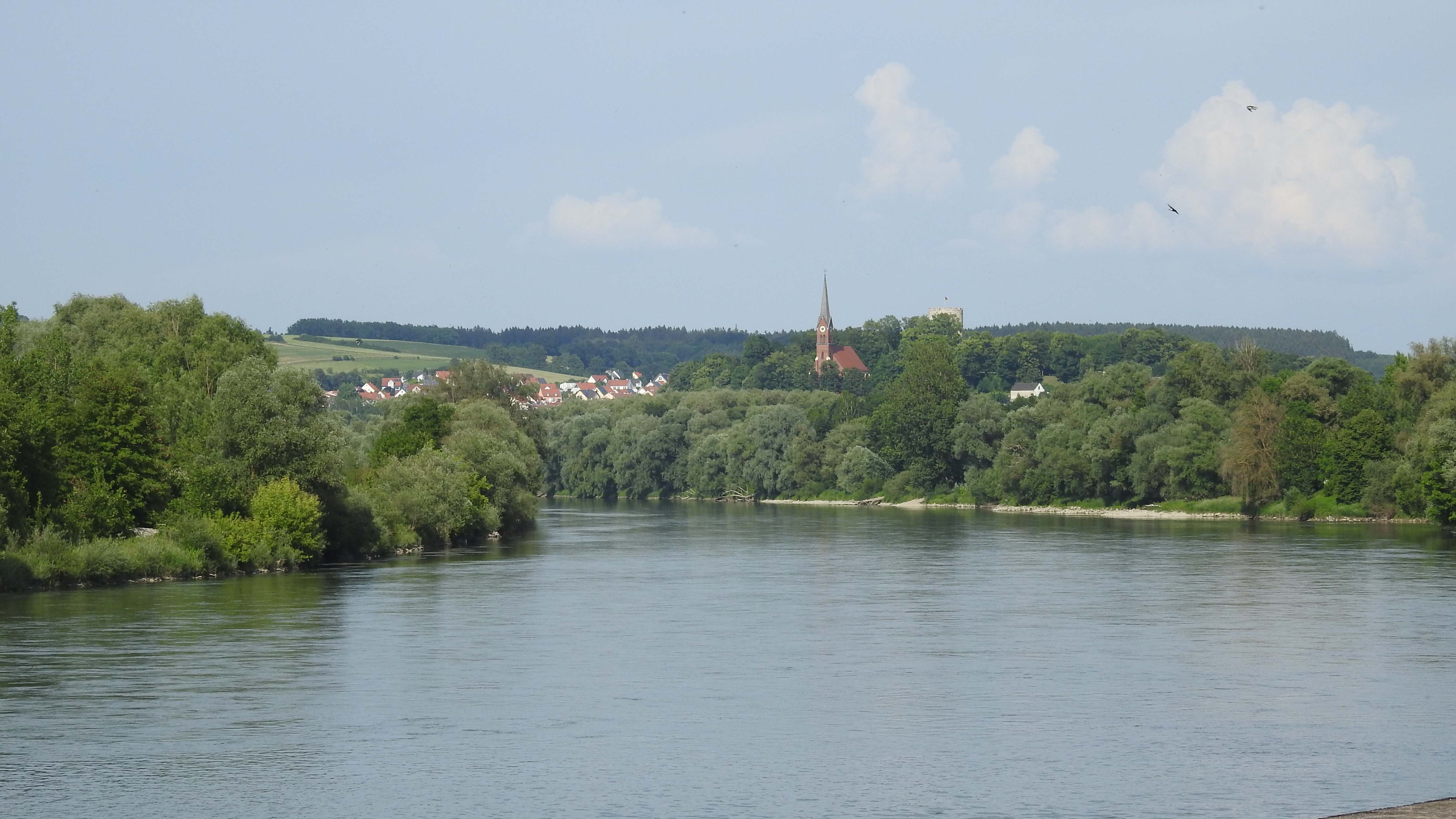
Bad Abbach von Westen

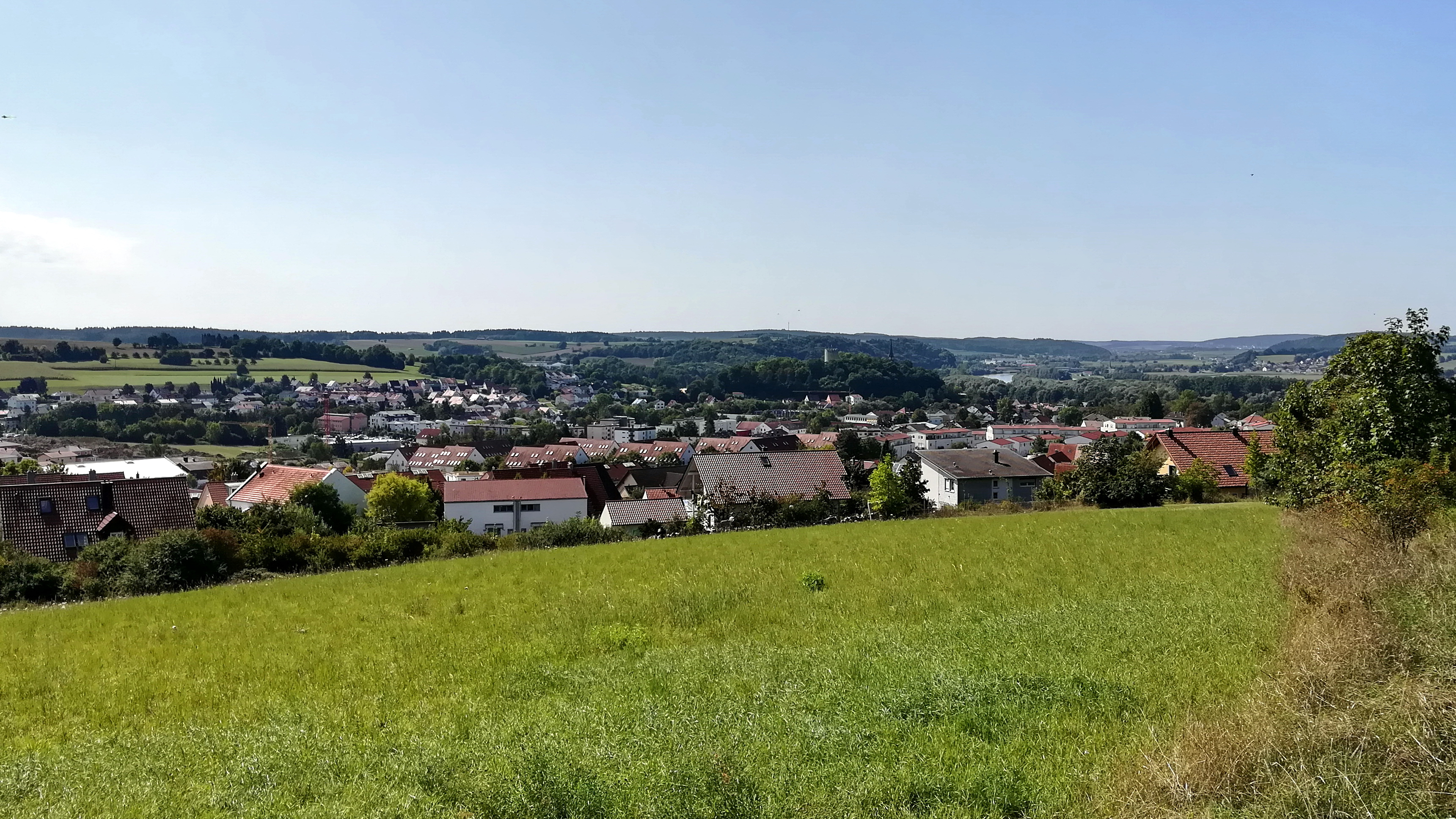
Lage des Marktes Bad Abbach

Bad Abbach (bis 1934 Abbach) ist ein Markt und Kurort im niederbayerischen Landkreis Kelheim und liegt im Donautal zwischen Kelheim und Regensburg.

## Geografie

### Lage
Im äußersten Nordwesten des Marktes liegt der Ortsteil Oberndorf mit der Schleuse Bad Abbach. Die zugehörige Staustufe mit dem Kraftwerk Bad Abbach liegt stromaufwärts beim Ortsteil Poikam, wo eine Straßenbrücke am Wehr den Strom überquert. In Poikam liegt auch eine Donaubrücke der Bahnstrecke Regensburg–Ingolstadt. Im Bad Abbach selbst besteht nur die weithin sichtbare Fußgängerbrücke zur sogenannten „Freizeitinsel“ zwischen Donau und Schleusenkanal, über die das Schwimmbad und andere Sportstätten erreicht werden.
Der Ort gehört zum Bezirk Niederbayern unmittelbar an der Grenze zur Oberpfalz.

### Hanselberg-Gebiet
Im äußersten Grenzgebiet von Oberndorf liegt an der Straße in Richtung Matting und von dort weiter in Richtung Regensburg das sogenannte Hanselberg-Gebiet (auch Hanslberg) mit steilen, unmittelbar an der Donau gelegenen Jura-Felsen. Dort steht die Hanselberghütte der Sektion Regensburg des Deutschen Alpenvereins.

### Felsdenkmal
Kurz hinter der Ausfahrt vom Kurort Bad Abbach nach Poikam befindet sich an der B 16 ein aus dem neunzehnten Jahrhundert stammendes, an die seinerzeitige Felssprengung erinnerndes prägnantes Felsdenkmal.

### Gemeindegliederung
Es gibt 31 Gemeindeteile (in Klammern ist der Siedlungstyp angegeben):
- Abbach-Schloßberg
- Alkofen (Dorf)
- Au
- Bad Abbach (Hauptort)
- Bockenberg (Einöde)
- Dantschermühle (Weiler)
- Deutenhof (Einöde)
- Dünzling (Pfarrdorf)
- Eiermühle (Einöde)
- Eiglstetten (Einöde)
- Frauenbründl (Einöde)
- Gattersberg (Weiler)
- Gemling (Weiler)
- Hochstetten (Einöde)
- Jägerhaus (Einöde)
- Kalkofen (Dorf)
- Kranzgarten (Einöde)
- Lengfeld (Kirchdorf)
- Oberndorf (Kirchdorf)
- Peisenhofen (Einöde)
- Peising (Kirchdorf)
- Poikam (Kirchdorf)
- Pondorf (Einöde)
- Ried (Einöde)
- Saalhaupt (Kirchdorf)
- Streicherhöhe (Einöde)
- Teufelsmühle (Weiler)
- Voxbrunn (Einöde)
- Weichs
- Weilhof (Einöde)
- Weilhof (Einöde)

Es gibt die Gemarkungen Bad Abbach, Dünzling, Lengfeld, Oberndorf, Peising, Poikam und Saalhaupt.
Der Gemeindeteil Bad Abbach (Bahnhof) auf der Gemarkung Lengfeld wurde nach 1987 aufgehoben.

## Geschichte

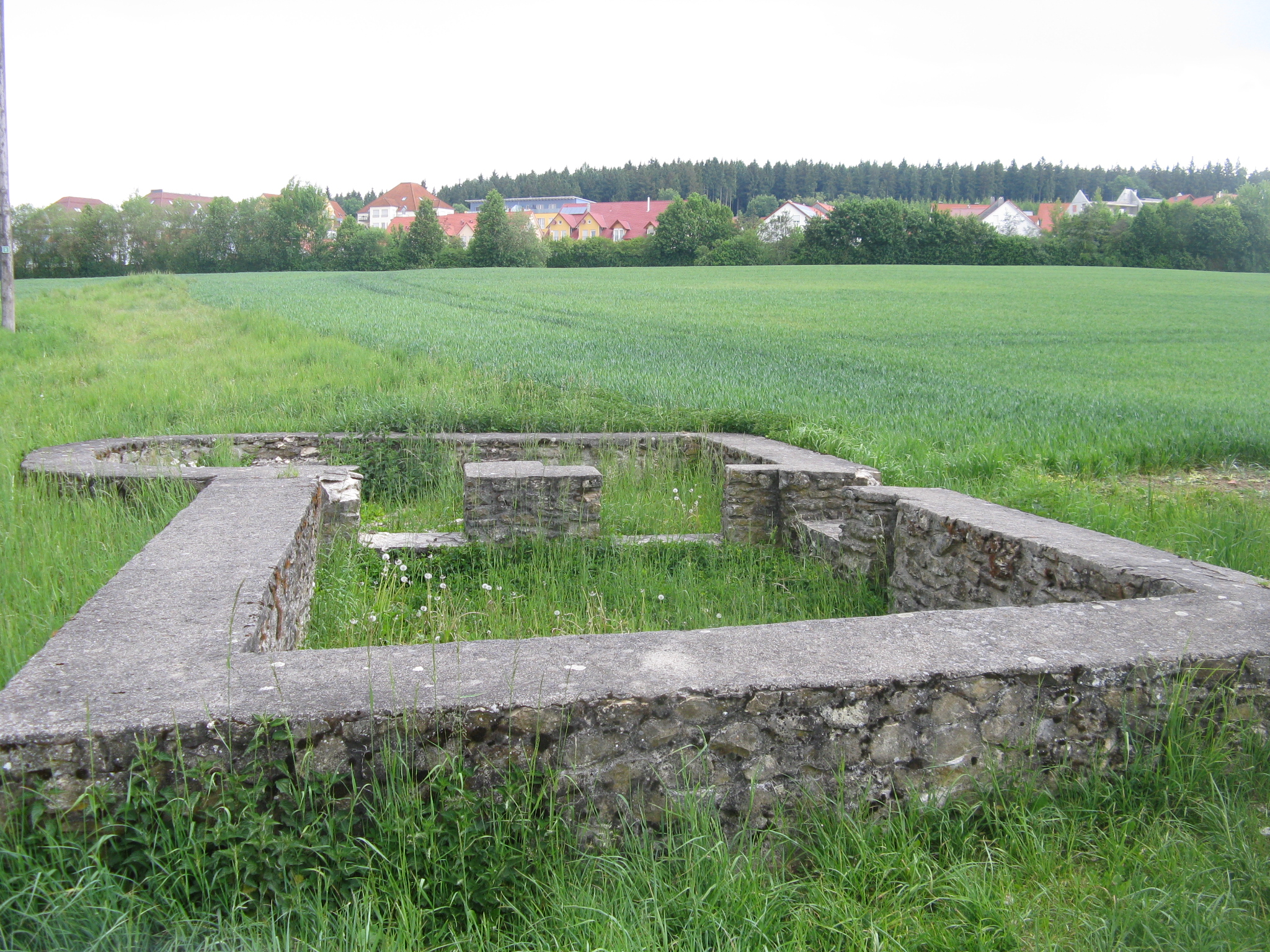
Villa Rustica

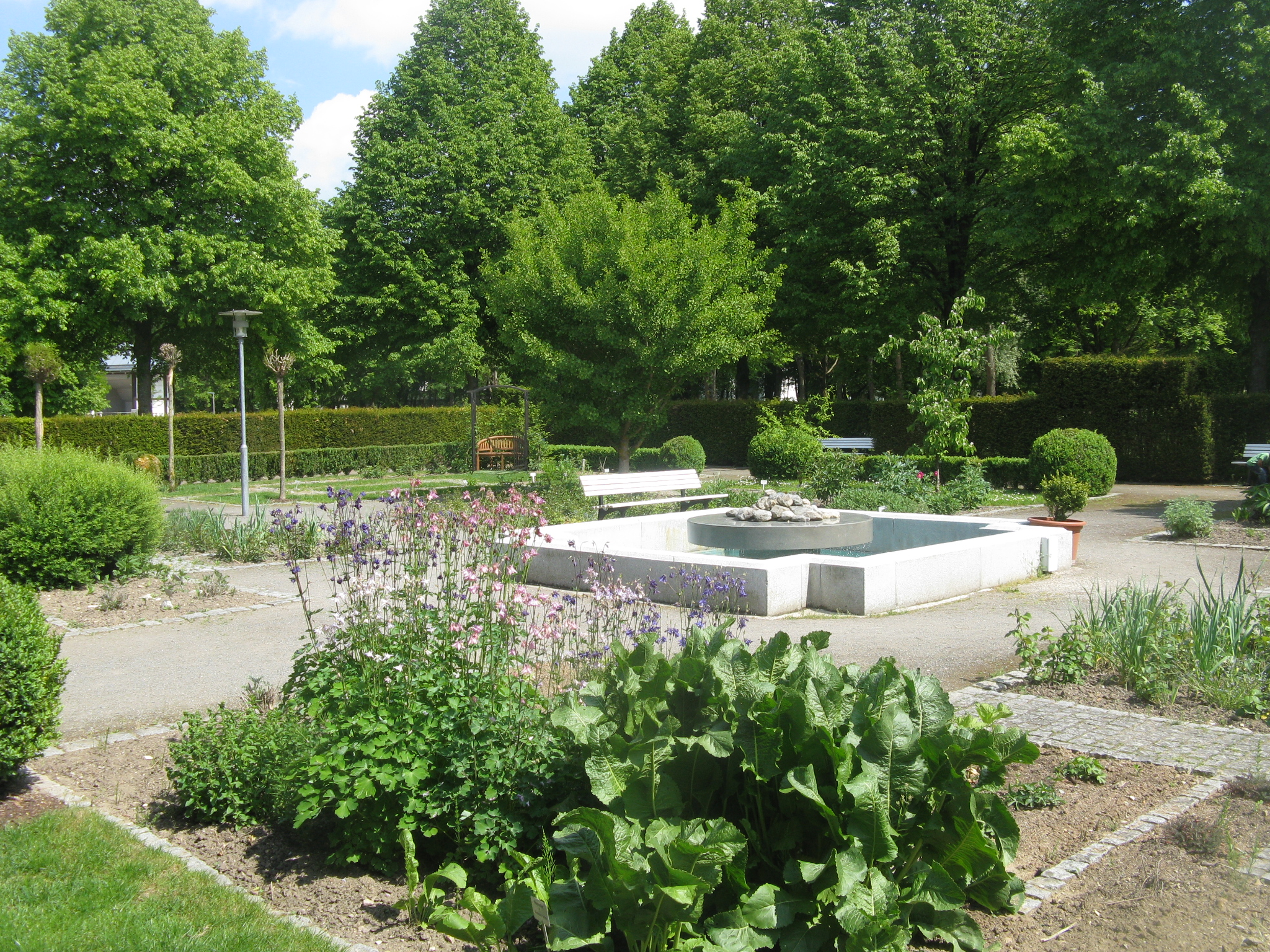
Kurpark

### Bis zum 19. Jahrhundert
In Bad Abbach bestand in der Römerzeit von etwa 180 n. Chr. bis in die Spätantike für die Legio III Italica im Flurstück Ziegelfeld eine Militärziegelei. In den Ortsteilen Dünzling und Gemling fanden Archäologen Spuren ziviler Ziegeleien.
Im Frühmittelalter gehörte das Gebiet zum Herrschaftsbereich des Herzogtums Bayern. Sowohl nach der Ungarischen Chronik von Simon Kezai ("circa castrum abah") als auch nach der Bayerischen Chronik von Aventinus ("Lengfeld bei Abbach") wurde ein deutsches Heer von den Ungarn bei Abbach vernichtend geschlagen. Die Angabe von Aventinus, dass kurz darauf König Ludwig IV. ("das Kind", † 24. September 911) starb, erlaubt eine zeitliche Einordnung in das Jahr 911. Dies dürfte die erste Erwähnung von Bad Abbach sein. Nach Aventin wurde Heinrich dem Zänker am 6. Mai 973 ein Sohn, der spätere Kaiser Heinrich II., auf der Burg Abbach geboren (nach anderslautender Theorie ist sein Geburtsort Hildesheim). König Heinrich II. schenkte Abbach 1007 dem von ihm gegründeten Bistum Bamberg, das es 1109 dem von dem Bamberger Bischof Otto I. gestifteten Kloster Prüfening vermachte. Der Prüfeninger Abt ließ die Burg zerstören, weil er Widerstand von den bayerischen Untertanen erwartete, worauf der Kaiser den Bayernherzog Ludwig I., den Kelheimer, wieder einsetzte; dieser baute die Burg wieder auf und verlieh 1210 der unterhalb der Burg entstandenen Siedlung die Marktrechte. Ludwig machte Abbach zum Sitz eines Pfleggerichts, das bis 1803 bestand. Dank der herzoglichen Zollstation vor der Reichsstadt Regensburg nahm der Ort einen wirtschaftlichen Aufschwung. Zu Abbach soll auch ein Eisenhammer bestanden haben.
Die Schwefelquellen wurden urkundlich erstmals 1262 genannt. Münzfunden zufolge könnten sie schon den Römern bekannt gewesen sein. Sie und das Moor in Bad Abbach werden seit dem 15. Jahrhundert gegen rheumatische Erkrankungen genutzt. Ab 1465 ist ein geregelter Badebetrieb nachweisbar. 1532 unterzog sich Kaiser Karl V. dort einer Badekur.
Am 22. Mai 1754 traf Kurfürstin Maria Anna in Begleitung ihres Gemahls, Kurfürst Max Joseph und mit einem großen Gefolge zum Kuraufenthalt in Bad Abbach ein. Die Kur bestand damals aus einer kombinierten Trink- und Badekur mit strenger Diät. Es gab Konzerte, Theateraufführungen, Bälle und ausgedehnte Reisen. Am 24. Juni beendete Maria Anna ihren Kuraufenthalt, der allerdings nicht die erhoffte Geburt eines Thronfolgers bewirkte.
Der Markt Abbach besaß ein Marktgericht mit magistratischen Eigenrechten. Bis 1803 war er Sitz eines Pflegamts und gehörte zum Rentamt Straubing des Kurfürstentums Bayern. Im Königreich Bayern gehörte Abbach von 1806 bis 1837 zum Regenkreis, dem Vorläufer des Regierungsbezirks Oberpfalz, seither wieder zu Niederbayern.
Der Ort wurde mehrmals zerstört. Im Dreißigjährigen Krieg verwüsteten die Schweden Burg und Markt, 1809 wurde Abbach vom Fünften Koalitionskrieg Napoleons in Mitleidenschaft gezogen, einem Stadtbrand 1891 fiel die Hälfte der Bausubstanz zum Opfer.

### 20. und 21. Jahrhundert
Seit März 1934 lautet der Name des staatlich anerkannten Kurbads „Bad Abbach“.
Durch Artilleriebeschuss wurde 1945 mehr als die Hälfte des Ortes zerstört. Das Bayerische Rote Kreuz übernahm 1949 das alte Badehaus und 1954 die gesamten Kuranlagen. 1956 wurde das erste neue Rheuma-Krankenhaus eröffnet, dem zwei weitere in dem neuen Kurviertel folgten. Auf die Dauer konnten diese Anlagen jedoch nicht wirtschaftlich betrieben werden.
Der gesamte Klinikbetrieb des Rheumazentrums Bad Abbach wurde 2011 umstrukturiert. Nach dem Erwerb der in die Jahre gekommenen BRK-Einrichtungen durch Asklepios im Jahr 2004 entstanden eine neue rheumatologische Klinik, eine orthopädische Klinik und eine Rehabilitationsklinik. Die älteren Anlagen werden abgebrochen. Der Kurpark wurde 2010/2011 dank 1,278 Millionen Euro Hilfe aus dem Konjunkturpaket II umgestaltet.

### Eingemeindungen
Im Jahr 1895 wurde die Gemeinde Abbach-Schloßberg, die bis 1865 den Namen „Schloßberg-Abbach“ trug, eingegliedert. Im Zuge der Gebietsreform in Bayern kam am 1. Januar 1972 Poikam hinzu. Am 1. Januar 1978 folgten Dünzling, Oberndorf, Peising und Saalhaupt. Mit der Eingliederung der ehemaligen Gemeinde Lengfeld wurde am 1. Mai 1978 die Reihe der Eingemeindungen abgeschlossen. 1979 wurde Gschwendhof nach Teugn umgegliedert und aus der Gemeinde Teugn Deutenhof nach Bad Abbach umgegliedert.

### Einwohnerentwicklung
Im Zeitraum 1988 bis 2018 stieg die Einwohnerzahl von 6.761 auf 12.308 um 5.547 Einwohner bzw. um 82 % – der höchste prozentuale Einwohnerzuwachs im Landkreis Kelheim im genannten Zeitraum.

## Politik

### Marktgemeinderat
Der Marktgemeinderat hat (ohne Bürgermeister) 24 Mitglieder. Die Kommunalwahl am 15. März 2020 hatte bei einer Wahlbeteiligung von 63 % folgendes Ergebnis:
| Partei/Liste  | CSU     | Freie Wähler | Liste Zukunft | iNBA & Grüne | SPD    | Aktive Bürger & Bayernpartei |
| ------------- | ------- | ------------ | ------------- | ------------ | ------ | ---------------------------- |
| Sitze         | 8       | 6            | 4             | 3            | 1      | 2                            |
| Stimmenanteil | 32,69 % | 26,10 %      | 16,96 %       | 13,93 %      | 3,49 % | 6,82 %                       |

### Bürgermeister
Bei der letzten Bürgermeisterwahl am 15. März 2020 konnte sich Benedikt Grünewald (CSU) mit 53,29 % gegen zwei Mitbewerber durchsetzen.

### Wappen
| | Blasonierung: „Geteilt; oben die bayerischen Rauten, unten in Gold drei, zwei zu eins gestellte rote heraldische Rosen mit goldenen Butzen.“ |
| Wappenbegründung: Die weiß-blauen Rauten in der oberen Schildhälfte verweisen auf die Orts- und Landesherrschaft der Wittelsbacher seit Anfang des 13. Jahrhunderts. Abbach, von alters her wegen seiner Heilquellen bekannt, ist für 1224 erstmals als forum (Markt) belegt. Herzog Albrecht IV. von Bayern verlieh dem Markt das Wappen, das bis heute weitgehend unverändert blieb. Die drei Rosen wurden im 15. Jahrhundert als Wappen der legendären, historisch nicht fassbaren Grafen von Abach gedeutet. Nach der Vorgabe im Wappenbrief von 1486 wurde auch ein Siegelstempel angefertigt, der in Abdrucken seit 1514 bekannt ist. | |

### Städtepartnerschaften
Frankreich: Seit 1978 besteht die intensiv gepflegte Städtepartnerschaft mit Charbonnières-les-Bains. Zum zehnjährigen Partnerschaftsjubiläum 1988 wurde in Bad Abbach eine neu erbaute, markante Fußgänger- und Radfahrerbrücke über die Donau nach dem Partnerort benannt.

## Kultur und Sehenswürdigkeiten

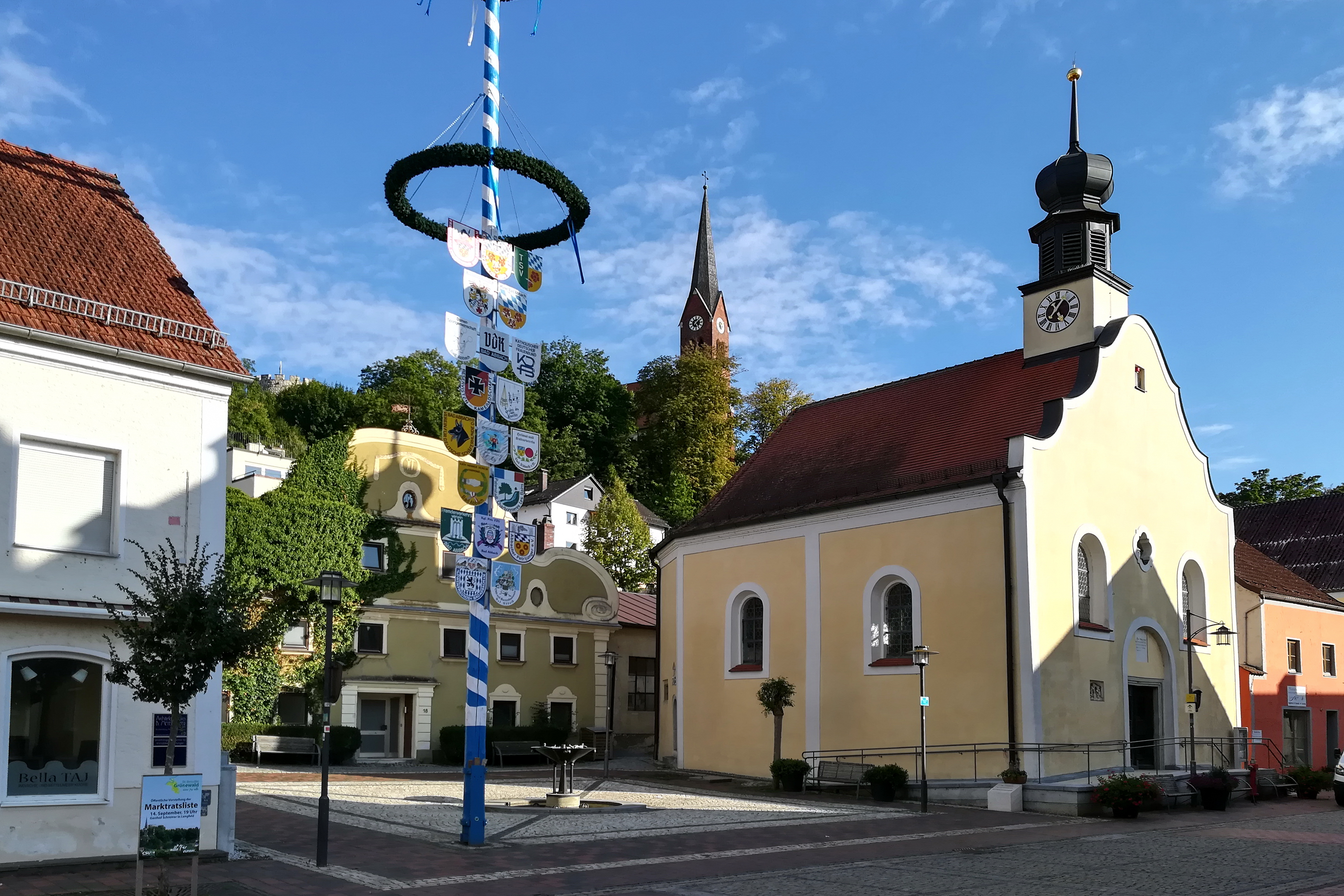
Marktplatz mit St. Christophorus und St. Nikolaus im Hintergrund

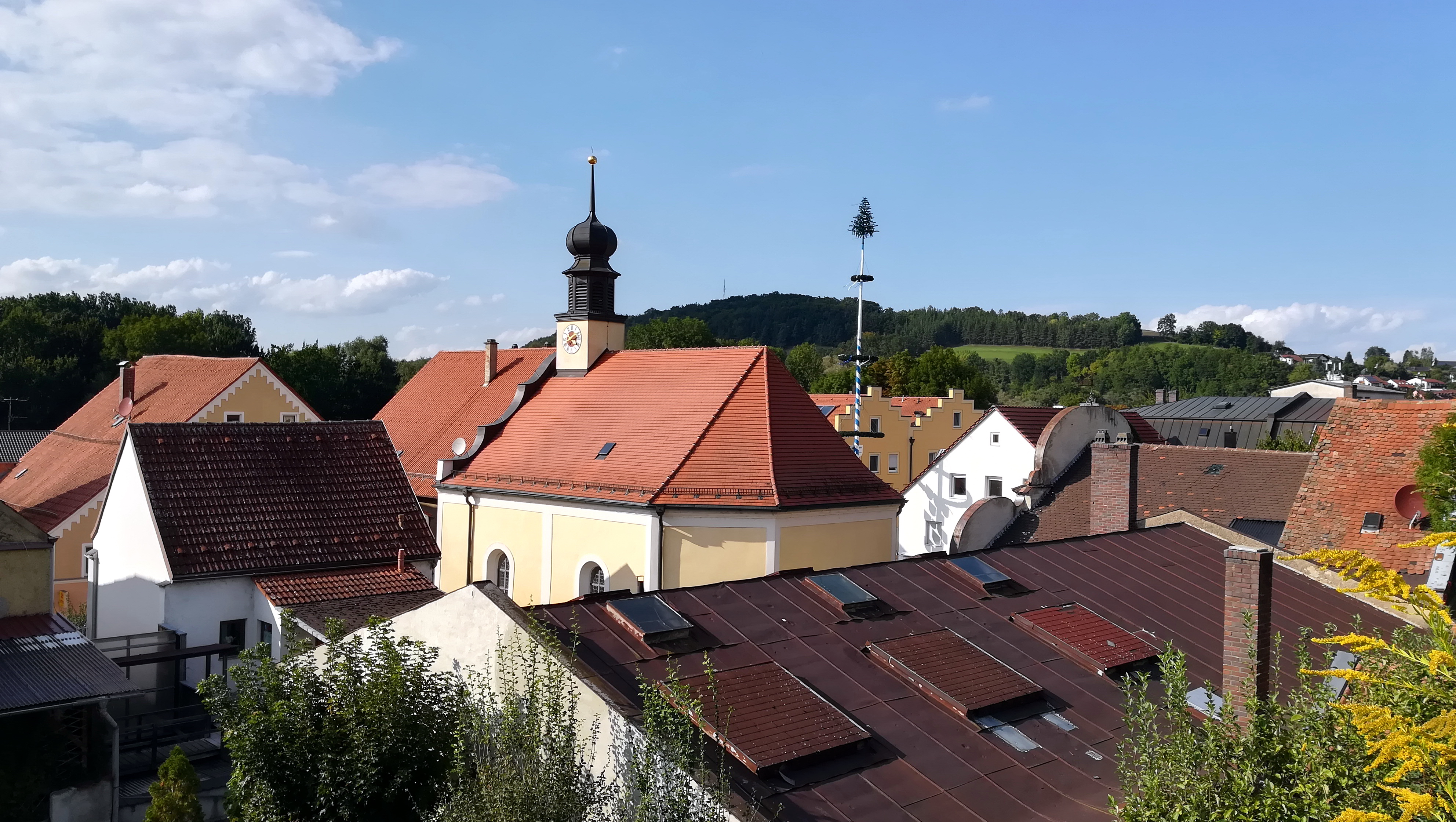
Blick auf den Markt und St. Christophorus

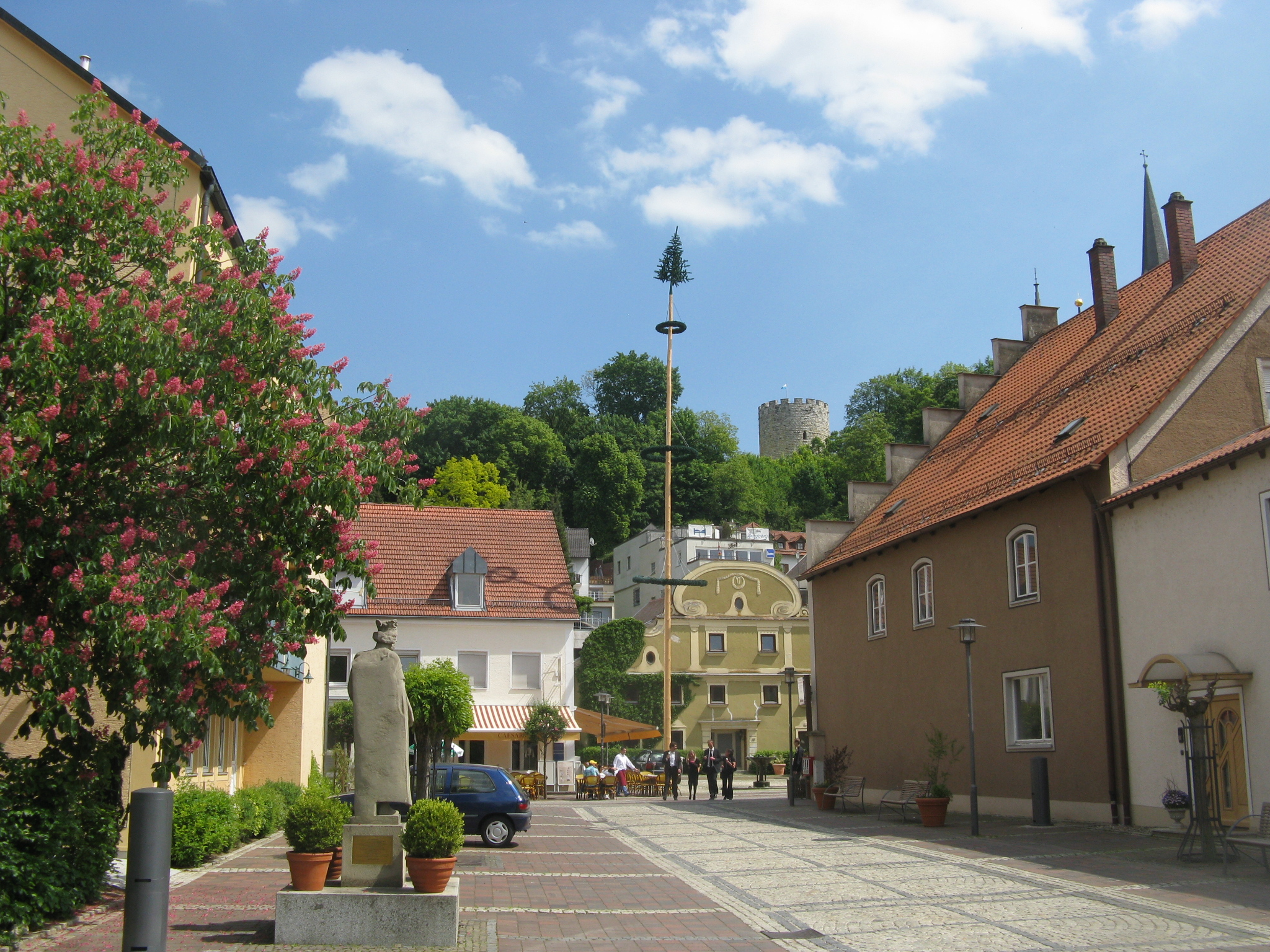
Ortskern und Burg

Die Ortsmitte, die rund um die Fußgängerzone Am Markt angelegt ist, wird überragt von zwei Hügeln: vom Schloßberg (383 m ü. NHN) mit der Pfarrkirche St. Nikolaus und der Burgruine Abbach („Heinrichsturm“) und, südlich davon, von einem zweiten Hügel mit dem Thermalbad Kaiser-Therme (379 m ü. NHN). Der Kurpark erstreckt sich im Südwesten des Marktes, mehrere Neubaugebiete sowie Kindergärten und Schulen im Norden und Osten.

### Bauwerke

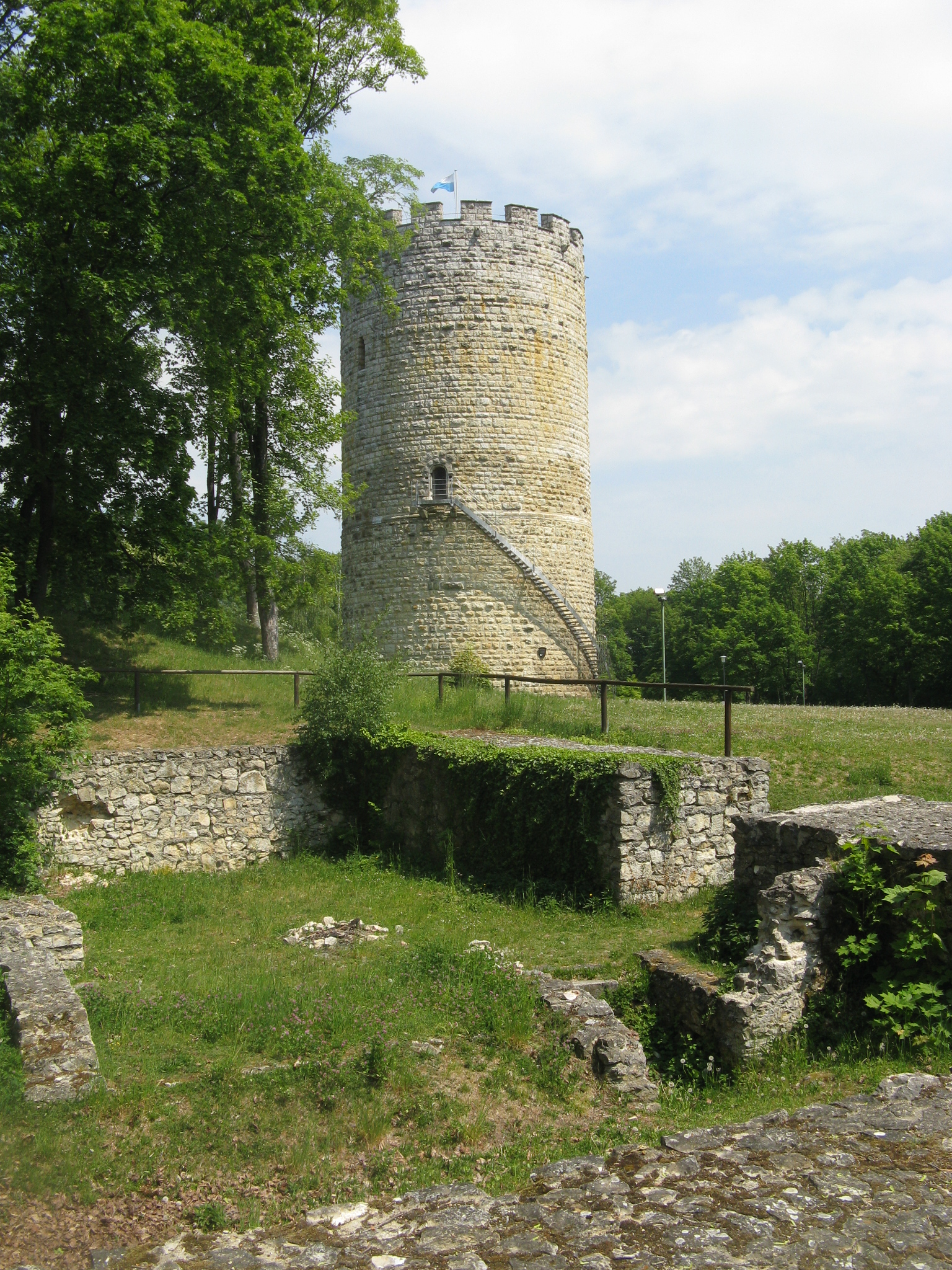
Heinrichsturm

- Älteste Bausubstanz sind Reste einer Villa rustica mit Herrenhaus, Nebengebäuden und Badeanlagen, wohl aus der mittleren römischen Kaiserzeit. Die Grundmauern dieser Anlage traten bei Ausgrabungen in den Jahren 1982 bis 1984 im Feld östlich des Marktes zutage. Die Datierung (nach Gerät- und Münzfunden) ist ungenau (40–357 n. Chr.).
- Von der Burg Abbach, die unter Herzog Ludwig dem Kelheimer ab 1224 wiederaufgebaut wurde, steht nur noch der runde Bergfried – im Volksmund „Heinrichsturm“ genannt. Dieser Name rührt von der Annahme her, dass auf der Burg Abbach Kaiser Heinrich II. geboren sein könnte. Der 27 m hohe Turm besitzt ein 4,5 m mächtiges Bruchsteinmauerwerk, verkleidet mit Buckelquadern aus lokalem Grünsandstein und Kalksandstein. Vom Palas stehen noch wenige Grundmauern. Die bereits im 15. Jahrhundert verfallene Anlage, einst etwa 180 m lang und durch eine Ringmauer geschützt, besaß einen Zugang über eine Brücke mit Torturm. Die ohnehin ruinöse Burg wurde im Dreißigjährigen Krieg von den Schweden weitgehend zerstört.
- In der Marktstraße haben sich einige barocke Häuser mit schönen Voluten- und Schweifgiebeln erhalten.
- Die katholische Marktkirche St. Christophorus (im Volksmund auch „kleine Kirche“ genannt) wurde 1484 von Abbacher Bürgern als Benefizium gestiftet. Nach Zerstörung durch einen Eisstoß am 28. Februar 1784 wurde ein barocker Neubau errichtet. Auch die Inneneinrichtung (Hochaltar, Seitenaltar, Beichtstühle) stammt aus dieser Zeit. Kreuzweg und Glocken wurden im 20. Jahrhundert hinzugefügt. Die Kirche wurde mehrmals restauriert (1935, 1955, 1969, 1987, 2004 und 2009).
- Die katholische Pfarrkirche St. Nikolaus am Schloßberg wurde in den Jahren 1849 bis 1852 im neugotischen Stil errichtet. An gleicher Stelle wie die heutige Backsteinkirche standen bereits drei unterschiedlich große Vorgängerbauten im romanischen, der gotischen und dem barocken Stil. Rund um die Kirche erstreckt sich der Pfarrfriedhof.
- In den 1960er Jahren wurde neben dem Pfarrhof, einem zweigeschossigen, klassizistischen Halbwalmbau von 1831, die moderne Kirche zur Heiligen Familie errichtet. Durch ihre Lage nahe dem Marktplatz ist sie deutlich einfacher zu erreichen als die Pfarrkirche auf dem Schloßberg.
- Die evangelische Kreuzkirche mit auffallendem pyramidenförmigem Glockenturm stammt aus den 1970er Jahren.
- Eine Fußgängerbrücke über die Donau verbindet Bad Abbach mit der sogenannten Freizeitinsel zwischen zwei Donauarmen. Diese entstand, nachdem 1978 wegen des Rhein-Main-Donau-Kanals der Schleusenkanal Bad Abbach zur Umgehung des Kraftwerks bei Poikam erbaut wurde. Seit 1988 heißt die Brücke nach dem französischen Partnerort des Marktes Charbonnières-les-Bains-Brücke.
- Das Löwendenkmal an der Straße zwischen Bad Abbach und Saal wurde zur Erinnerung an den schwierigen Ausbau der Donau-Uferstraße in den Jahren 1792 bis 1794 errichtet. Noch heute ist die Trasse, die zum Teil entlang des Steilufers der Donau führt, ein Teil der Bundesstraße 16.

### Parks und Kuranlagen

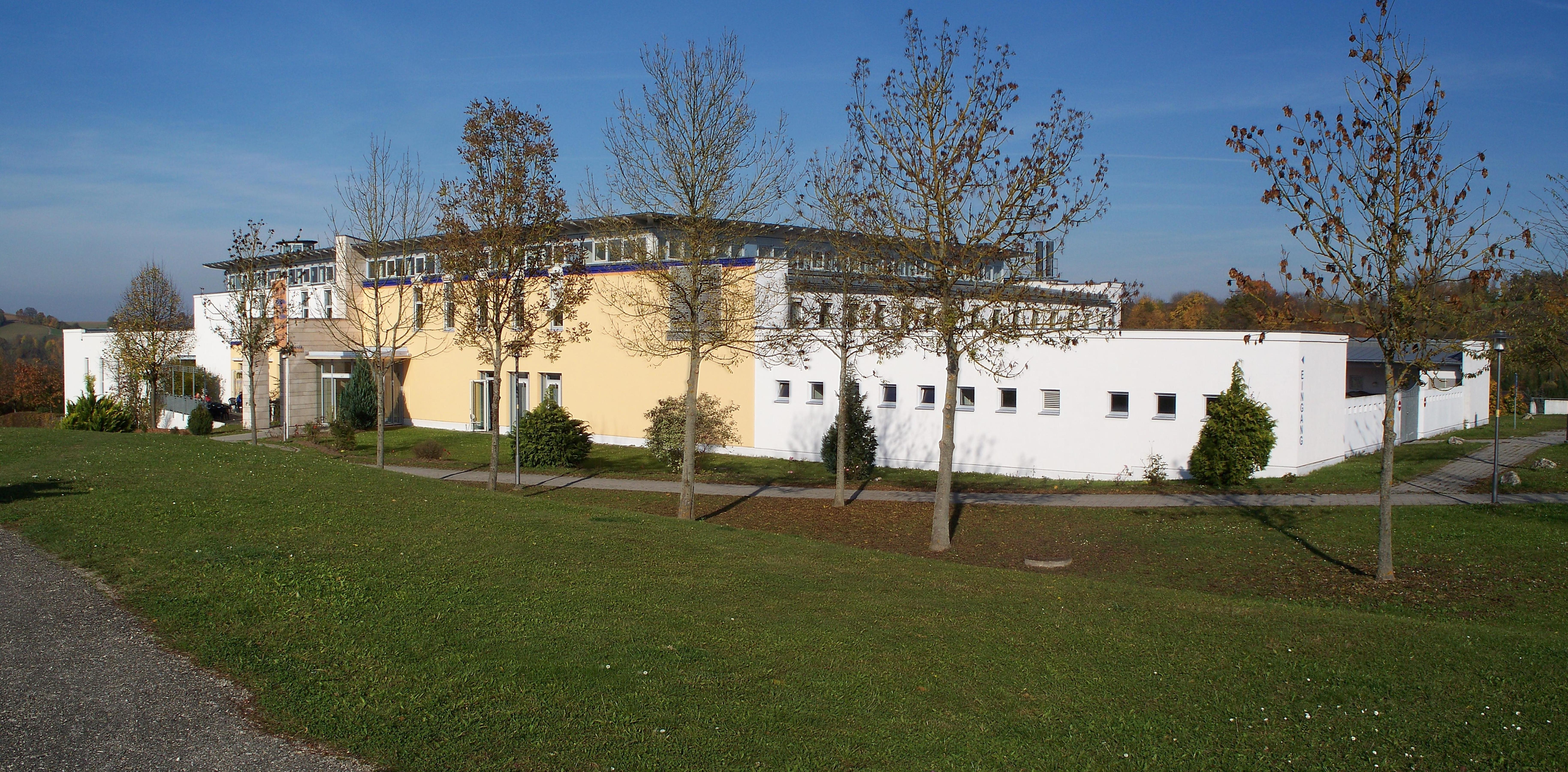
Kaiser-Therme in Abbach

Der Kurpark stammt von 1872. Bei der Restaurierung in den Jahren 2010/2011 wurde die vorhandene Parklandschaft erweitert und modernisiert durch neue Wasserspiele mit Felsengrotte, ein neues Rondell vor dem Kurmittelhaus, große Grünflächen mit Sonnenliegen, einen Hildegard-von-Bingen-Kräutergarten und ein kleines Tiergehege, das zu geregelten Öffnungszeiten besucht werden kann. Dieses befindet sich im hinteren Teil des Kurparkes.
Ein Thermalbad mit Innen- und Außenbecken, eine Saunalandschaft, Kuranwendungen (Massagen, Moorbad, Wannenbäder) und Aquafitness bietet die sogenannte Kaiser-Therme. Diese wurde im Jahr 1993 auf dem Hügel südlich des Marktes, über den der Jurasteig verläuft, errichtet. Der Kaiser, gemeint ist Karl V., konnte freilich noch nicht in dieser Anlage kuren; doch hielt er sich im Jahre 1532 zur Kur in Abbach auf. Ein 45-minütiger Aufenthalt in der Salzgrotte, die Salz aus dem Toten Meer enthält, wird zum Beispiel bei Erkrankungen der Oberen Atemwege, Herz- und Gefäßkrankheiten, Hautentzündungen und Störungen des vegetativen Nervensystems indiziert.

### Sport
- Der TSV Bad Abbach wurde 1872 als einfacher Turnverein gegründet; heute ist er Breitensport-Verein mit Badminton, Bogenschießen, Fußball, Basketball, Handball, Kegeln, Tennis (seit 1977), Tischtennis und anderen Sportarten. Im Badminton wurde 2010 die Jugendmannschaft U15 deutscher Mannschaftsmeister.[16] Das Sportgelände befindet sich auf der so genannten Freizeitinsel, einer Insel in der Donau westlich des Marktes. Vom Markt aus ist es nur fußläufig über die Charbonnières-les-Bains-Brücke erreichbar, mit dem Auto von der anderen Seite aus über den Ortsteil Poikam.
- Ebenfalls auf der Freizeitinsel befindet sich seit 2007 das im Sommer gut besuchte Inselbad. Es handelt sich dabei um ein Naturbad, das nicht gechlort, sondern biologisch gereinigt wird.
- Die Golfanlage Deutenhof, nahe dem Ortsteil Lengfeld gelegen, umfasst einen 18-Loch-Golfplatz, einen 9-Loch-Kurzplatz sowie Übungsanlagen und Gastronomie. Sie wurde auf einem ehemaligen Hofgut in hügeligem Gelände angelegt. Im Jahr 1997 wurde ein Golfhotel mit Gastronomie im Stile eines englischen Herrenhauses eröffnet.
- Reiten, Angeln, Nordic Walking und Tanzen sind weitere geförderte Freizeitaktivitäten in Bad Abbach.

## Wirtschaft und Infrastruktur

### Tourismus
Neben dem an die Kliniken gebundenen Kurbetrieb lebt der Ort auch von privatem Tourismus. Es gibt einige Hotels, Pensionen, Ferienwohnungen, Privatunterkünfte und Gasthöfe.

### Verkehr
Der Bahnhof Bad Abbach, etwa vier Kilometer südwestlich des Hauptortes nahe Lengfeld gelegen, befindet sich an der Bahnstrecke Regensburg–Ingolstadt zwischen Regensburg und Ingolstadt. Außerdem ist Bad Abbach über die A 93 Regensburg–Holledau (Ausfahrt Bad Abbach) sowie über die B 16 Regensburg – Ingolstadt zu erreichen. Ferner liegen das Dreieck Saalhaupt, das die autobahnähnliche B 15n an die A 93 anbindet, sowie die ersten vier Kilometer der Schnellstraße auf dem Gebiet der Marktgemeinde.

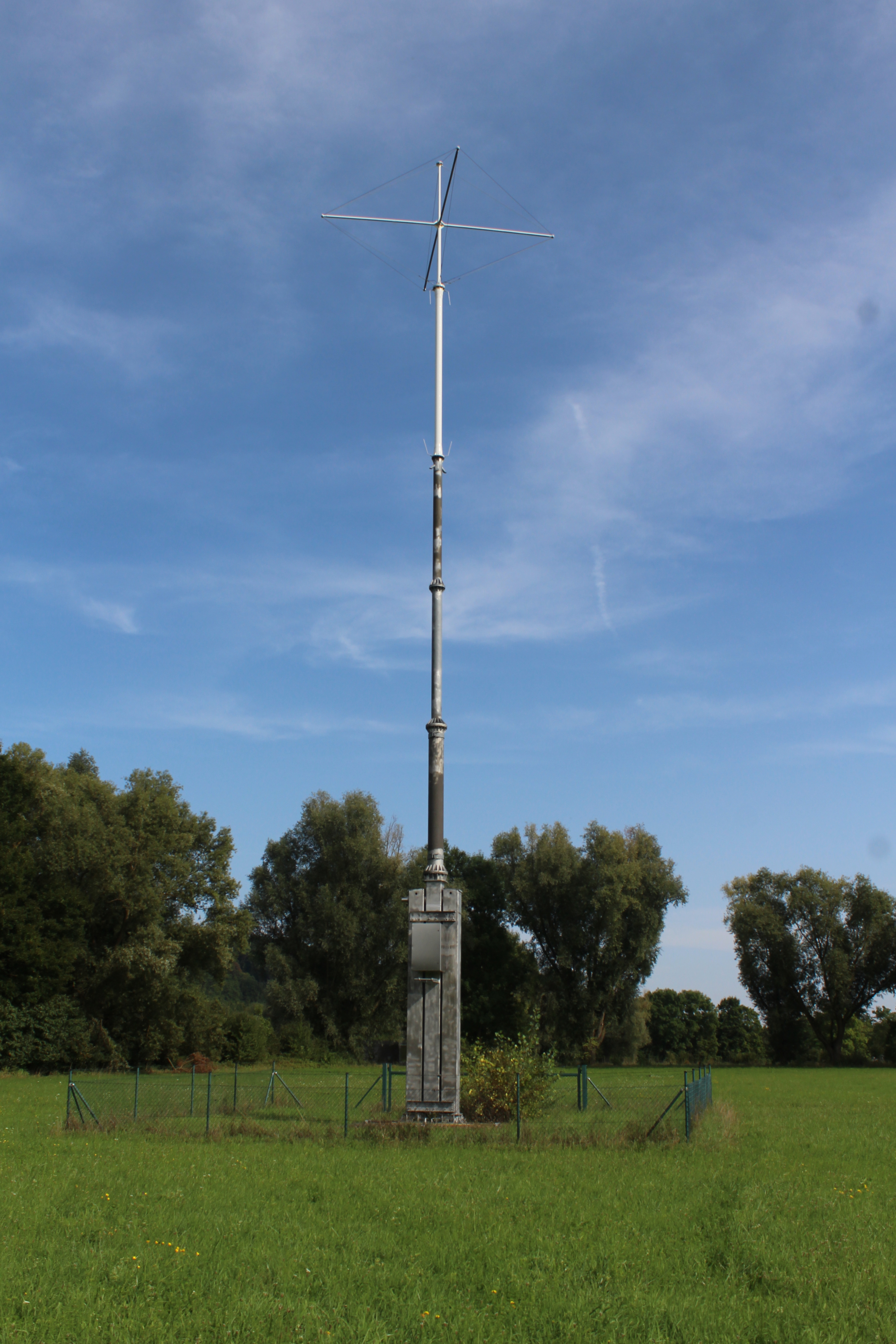
DGPS-Sendeturm Bad Abbach

In Bad Abbach befindet sich ein DGPS-Sender, der von der Wasserstraßen- und Schifffahrtsverwaltung des Bundes betrieben wird.

### Radfernwege
Durch das Stadtgebiet führen mehrere Radwanderwege:
- Der Deutsche Limes-Radweg folgt dem Obergermanisch-Raetischen Limes über 818 km von Bad Hönningen am Rhein nach Regensburg an der Donau.
- Der internationale Donauradweg führt vom Ursprung der Donau in Donaueschingen bis zu deren Mündung ins Schwarze Meer. Er ist rund 2845 km lang und berührt dabei die Länder Deutschland, Österreich, Slowakei, Ungarn, Kroatien, Serbien, Bulgarien und Rumänien.

### Energie

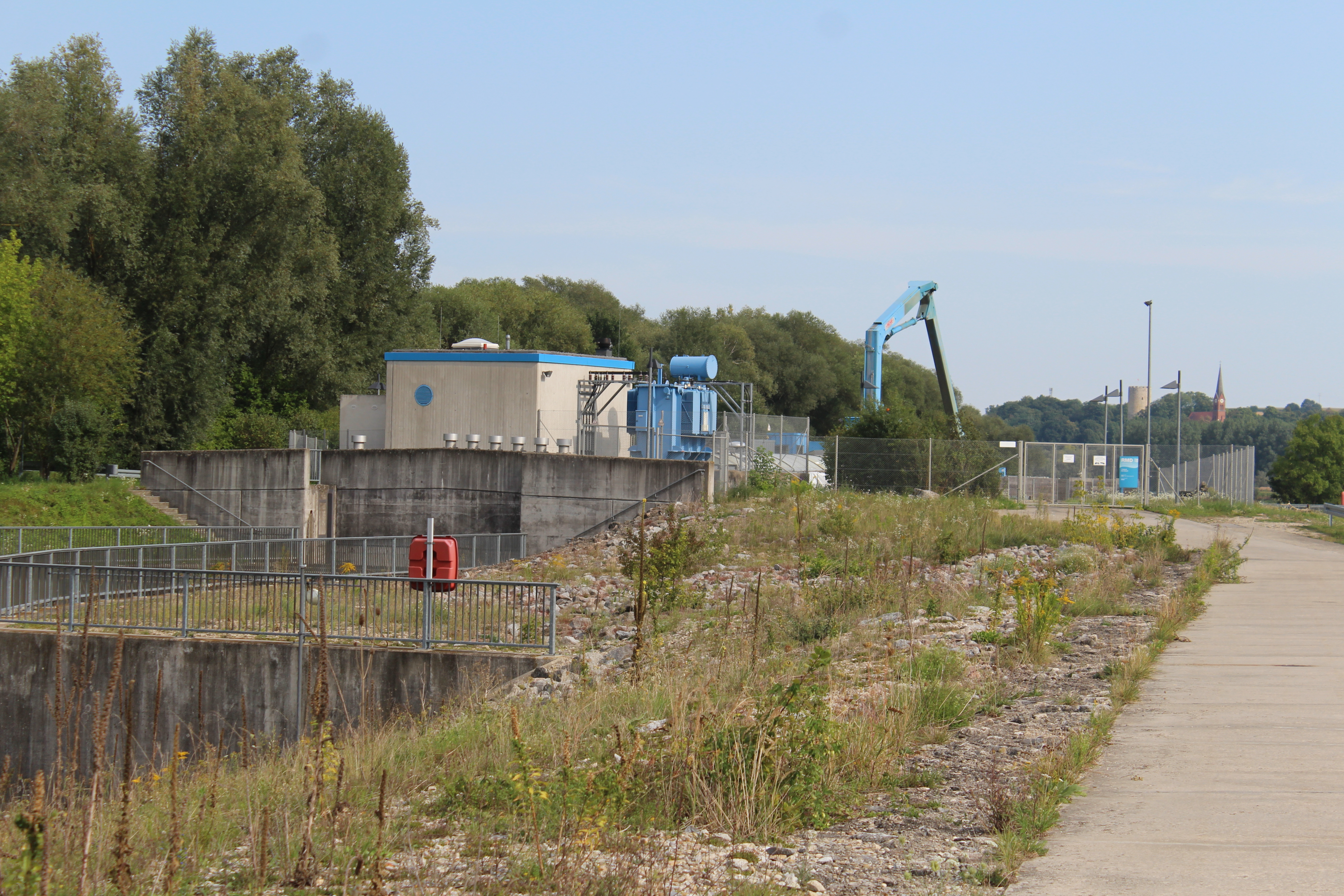
Bahnstromkraftwerk Bad Abbach

Bei der Staustufe Bad Abbach sind zwei Wasserkraftwerke in Betrieb. Am Beginn des Schleusenkanals links neben der Wehranlage in Poikam liegt das Wasserkraftwerk Bad Abbach aus dem Jahr 1978 mit einer elektrischen Leistung von 6,1 Megawatt, während das im Jahr 2000 fertiggestellte Bahnstromkraftwerk Bad Abbach mit 3,5 Megawatt Leistung nahe der Schleuse in Oberndorf positioniert ist.

### Medien
- Bad Abbacher Kur- und Geschäftsanzeiger, seit 40 Jahren
- Bad Abbacher Kurier

### Bildung
- Grundschule Bad Abbach
- Angrüner-Mittelschule Bad Abbach

## Persönlichkeiten

### Söhne und Töchter der Marktgemeinde
- Kaiser Heinrich II. (973/978–1024) wurde laut Aventin in Abbach geboren.
- Gisela von Bayern (um 985–1060), die Schwester Kaiser Heinrichs II., war später Königin von Ungarn. Sie wurde vermutlich ebenfalls in Abbach geboren. Belege dafür gibt es jedoch nicht.
- Anton Lang (1848–1914), Steinmetzmeister und Mitglied der bayerischen Ständeversammlung
- Karl Kindsmüller (1876–1955), Kirchenmusiker, Priester und Gymnasiallehrer, geboren in Poikam
- Albert Hackelsberger (1893–1940), Unternehmer und Politiker (Zentrum)

### Mit der Marktgemeinde verbundene Persönlichkeiten
- Gerhard Hahn (* 1933), Mediävist
- Heiner Hans Menninger (1942–2020), Rheumatologe und Hochschullehrer
- Dieter Wessinghage (* 1933), Orthopäde, Chirurg und Rheumatologe